# Kurtziella
Kurtziella is een geslacht van weekdieren uit de klasse van de Gastropoda (slakken).

## Soorten
- Kurtziella acanthodes (Watson, 1881)
- Kurtziella accinctus (Montagu, 1808)
- Kurtziella antiochroa (Pilsbry & Lowe, 1932)
- Kurtziella antipyrgus (Pilsbry & Lowe, 1932)
- Kurtziella atrostyla (Tryon, 1884)
- Kurtziella cerina (Kurtz & Stimpson, 1851)
- Kurtziella corallina (Watson, 1881)
- Kurtziella dorvilliae (Reeve, 1845)
- Kurtziella limonitella (Dall, 1884)
- Kurtziella margaritifera Fargo, 1953
- Kurtziella newcombei (Dall, 1919)
- Kurtziella perryae Bartsch & Rehder, 1939
- Kurtziella plumbea (Hinds, 1843)
- Kurtziella powelli Shasky, 1971
- Kurtziella rhysa (Watson, 1881)
- Kurtziella serga (Dall, 1881)
- Kurtziella serta (Fargo, 1953)
- Kurtziella tachnodes (Dall, 1927)
- Kurtziella venezuelana Weisbord, 1962